# Esine
El municipio de Esine se encuentra ubicado en la provincia de Brescia, en el final de la Valgrigna, y está atravesado de norte a sur por la ruta estatal 42 del Tonale y de la Mendola.

## Evolución demográfica
| Gráfica de evolución demográfica de Esine entre 1861 y 2001 |
|                                                             |
| Fuente ISTAT - elaboración gráfica de Wikipedia             |

- Datos: Q104595
- Multimedia: Esine / Q104595

1. ↑  Worldpostalcodes.org, código postal n.º 25040.
2. ↑  «Codici Catastali». Comuni-italiani.it (en italiano). Consultado el 29 de abril de 2017.